# Isturgia anzascaria
Isturgia anzascaria là một loài bướm đêm trong họ Geometridae.